# Nikolajskov
Nikolajskov (tysk: Nikolaiforst) er en mindre skov ved enden af Nikolajallén i Sporskifte i det sydvestlige Flensborg. Skoven blev genplantet, efter at området blev ryddet for træer i årene efter anden verdenskrig. I hele Flensborg blev dengang plantet cirka 390.000 løvtræer og 600.000 nåletræer. Skoven ejes af kommunen og drives efter principper for naturnær skovdrift, hvis formål er at sikre en mere varieret og stabil skov til gavn for biodiversiteten og klima. Skoven opfylder således flere formål. Den anvendes til rekreation, er levested for dyre- og plantearter og bidrager til både klima- og vandbeskyttelse i nærområdet.
Historisk set ligger skoven i Skt. Nikolaj Sogn på bymarken mod vest. Ved skovens sydlige skel løber Nikolajbækken. Syd for Nikolakbækken ligger Sporskiftets sportrekant.